# 圣艾蒂安区
圣艾蒂安区（法語：Arrondissement de Saint-Étienne）是法国卢瓦尔省所辖的一个区。总面积1057.5平方公里，总人口423858，人口密度401人/平方公里（2018年）。主要城镇为圣艾蒂安。

## 辖区
圣艾蒂安区辖有75个市镇。